# Powiat Cieszyński
Der Powiat Cieszyński ist ein Powiat (Kreis) in der Woiwodschaft Schlesien in  Polen. Sein Sitz ist Cieszyn (Teschen). Der Powiat hat eine Fläche von 730 km², auf der etwa 178.000 Einwohner leben.

## Gemeinden
Der Powiat umfasst zwölf Gemeinden, davon drei Stadtgemeinden, zwei Stadt-und-Land-Gemeinden und sieben Landgemeinden:
(Einwohnerzahlen vom 31. Dez. 2007)

### Stadtgemeinden
- Cieszyn (Teschen) – 35.401
- Ustroń (Ustron) – 15.418
- Wisła (Weichsel) – 11.320

### Stadt-und-Land-Gemeinden
- Skoczów (Skotschau) – 25.724
- Strumień (Schwarzwasser) – 12.117

### Landgemeinden
- Brenna – 10.394
- Chybie (Chybi) – 9.166
- Dębowiec (Baumgarten) – 5.518
- Goleszów (Golleschau) – 12.262
- Hażlach (Haslach) – 9.973
- Istebna – 11.291
- Zebrzydowice (Seibersdorf) – 12.647

## Politik
Die Kreisverwaltung wird von einem Starosten geleitet. Bisher war dies Janusz Król von der Prawo i Sprawiedliwość (PiS), der 2018 von Mieczysław Szczurek vom Wahlkomitee „Bewegung für das Cieszyński Land“ (jetzt „Lokale Verwaltung für den Kreis Cieszyń“) abgelöst wurde.

### Kreistag
Der Kreistag besteht aus 29 Mitgliedern, die von der Bevölkerung gewählt werden. Die turnusmäßige Wahl 2024 brachte folgendes Ergebnis:
- Prawo i Sprawiedliwość (PiS) 26,0 % der Stimmen, 12 Sitze
- Wahlkomitee „Vereinigung für lokale Verwaltung“ 18,8 % der Stimmen, 6 Sitze
- Wahlkomitee „Lokale Verwaltung für den Kreis Cieszyń“ 17,9 % der Stimmen, 5 Sitze
- Wahlkomitee „Partnerschaft für den Kreis“ 13,5 % der Stimmen, 3 Sitze
- Wahlkomitee „Jung für den Kreis Cieszyń“ 11,3 % der Stimmen, 2 Sitze
- Wählvereinigung „Unparteiliche lokale Verwaltung“ 7,7 % der Stimmen, 1 Sitz
- Übrige 4,8 % der Stimmen, kein Sitz

Die turnusmäßige Wahl 2018 brachte folgendes Ergebnis:
- Prawo i Sprawiedliwość (PiS) 32,1 % der Stimmen, 12 Sitze
- Wahlkomitee „Bewegung für das Cieszyński Land“ 25,5 % der Stimmen, 9 Sitze
- Wahlkomitee „Vereinigung für lokale Verwaltung“ 21,2 % der Stimmen, 6 Sitze
- Wahlkomitee „Jung für den Kreis Cieszyń“ 11,1 % der Stimmen, 1 Sitz
- Wahlkomitee „Lokale Verwaltungsaktion“ 10,2 % der Stimmen, 1 Sitz